# العلاقات الإيرانية التونسية
العلاقات الإيرانية التونسية هي العلاقات الثنائية التي تجمع بين إيران وتونس.

## تاريخ العلاقة
على عكس غالبية العالم العربي المعادي بشدة لإيران، تعد تونس واحدة من الدول العربية القليلة التي أقامت علاقات جيدة مع إيران، خاصة منذ الثورة الإيرانية عام 1979 وتأسيس الجمهورية الإسلامية. أعطاهم حياد تونس صورة جيدة عن علاقاتهم بالخارج، وهو ما أزعج المملكة العربية السعودية بطريقة أو بأخرى. تعد تونس واحدة من الدول العربية القليلة التي أعربت عن تعازيها من هجمات طهران عام 2017، ويشترك كلا البلدين في الرغبة نحو تجاوز الحدود لتعاون أكبر بين إيران وتونس. اتُهمت تونس، إلى جانب الجزائر، بالثناء على إيران، وهو ما ينكره كلاهما. تعمل تونس أيضًا كقوة محايدة ومتوازنة لتحقيق نوع من التقارب بين إيران والسعودية لما تحضاه من علاقة جيدة من الطرفين.
اتسمت العلاقات التونسية الإيرانية بتعدد الأوجه والملامح المحددة للعلاقة بينهما وهو ما جعلها تتراوح بين القطيعة والتواصل، وكان منطلقها مع وجود توتر واضح في ثمانينيات القرن الماضي لتبلغ وأوجها بقطع العلاقات الدبلوماسية واستدعاء السفير التونسي بعد اتهام بورقيبة لإيران بدعم القوى الدينية والإسلامية في البلاد وتصاعد الهواجس والمخاوف من تصدير الثورة الإسلامية إلى تونس وإعادة نفس السينارو، وبوصول بن علي للسلطة اثر انقلاب 7 نوفمر بات من الواضح أن مؤشر العلاقة تلون بالأخضر في المجال الدبلوماسي خاصة مع عودة النشاط الديبلوماسي لسالف عهده سنة 1990 ولتأخذ العلاقة بعدها إلى مستوى براغماتي تجسد بالبحث عن المصالح المتبادلة بإنشاء لجنة مشتركة دائمة تنعقد بصورة دورية مرتين في السنة يشرف عليها نائب الرئيس الإيراني ورئيس الحكومة التونسي. تبلور على أرض الواقع بتوقيع أكثر من 20 بروتوكول للتعاون المشترك بين الطرفين. تبعا لهذا الانفراج كان لزاما أن ينعكس كله على المواقف السياسية والثقافية بين الطرفين فعدلت إيران عن دعم الجماعات الشيعية في تونس ونهجت على درب قطع علاقاتها مع التيارات الإسلامية التونسية المعارضة لحكم بن علي على رأسها حركة النهضة وتقاربت مواقف الطرفين إلى حد تبادل الإطراءات مثلما أكد سعيد النعماني المستشار السابق لقائد الثورة الإيرانية آية الله علي خامنئي- بمحاضرة في تونس سنة 2002 بمناسبة شهر رمضان، وكمقابل لذلك عمدت السياسة التونسية إلى غض النظر عن نشاط الجماعات الشيعة في تونس وعدم قمعها والتنكيل بها. وعلى تقارب وجهات النظر المرحلية أفاد المتابعون لهذا الشأن بأن القنوات الموالية لإيران في متابعتها للشأن التونسي قامت بتغطية الأحداث بنوع من التبييض والمحابات وهو ما تم كشفه في «الكتاب الأسود» الذي صدر في فترة حكم الرئيس السابق المنصف المرزوقي من أن بن علي خصص مبلغ 100 ألف دولار سنويا لقناة المنار و75 ألف دولار سنويا لقناة «أن بي أن».

## مقارنة بين البلدين
هذه مقارنة عامة ومرجعية للدولتين:
| وجه المقارنة                                              | إيران                    | تونس                                       |
| --------------------------------------------------------- | ------------------------ | ------------------------------------------ |
| المساحة (كم2)                                             | 1.65 مليون               | 163.61 ألف                                 |
| عدد السكان (نسمة)                                         | 79.97 مليون              | 11.53 مليون                                |
| الكثافة السكانية (ن./كم²)                                 | 48.47                    | 70.47                                      |
| العاصمة                                                   | طهران                    | تونس                                       |
| اللغة الرسمية                                             | لغة فارسية               | اللغة العربية                              |
| العملة                                                    | ريال إيراني              | دينار تونسي                                |
| الناتج المحلي الإجمالي (بليون دولار)                      | 439.51 مليار             | 40.26 مليار                                |
| الناتج المحلي الإجمالي (تعادل القوة الشرائية) بليون دولار | 1.36 تريليون             | 129.05 مليار                               |
| الناتج المحلي الإجمالي الاسمي للفرد دولار أمريكي          |                          | 3.87 ألف                                   |
| الناتج المحلي الإجمالي للفرد دولار أمريكي                 |                          | 11.44 ألف                                  |
| مؤشر التنمية البشرية                                      | 0.766                    | 0.721                                      |
| رمز المكالمات الدولي                                      | +98                      | +216                                       |
| رمز الإنترنت                                              | .ir،                     | .tn                                        |
| المنطقة الزمنية                                           | ت ع م+03:30، توقيت إيران | ت ع م+01:00، توقيت وسط أوروبا، ت ع م+02:00 |

## منظمات دولية مشتركة
يشترك البلدان في عضوية مجموعة من المنظمات الدولية، منها:
| علم المنظمة | اسم المنظمة                                                | تاريخ انضمام إيران | تاريخ انضمام تونس |
| ----------- | ---------------------------------------------------------- | ------------------ | ----------------- |
|             | يونسكو                                                     | 6 سبتمبر 1948      | 8 نوفمبر 1956     |
|             | الفريق المعني برصد الأرض                                   | ?                  | ?                 |
|             | مؤسسة التمويل الدولية                                      | 28 ديسمبر 1956     | 25 يوليو 1962     |
|             | منظمة التعاون الإسلامي                                     | ?                  | ?                 |
|             | منظمة حظر الأسلحة الكيميائية                               | ?                  | ?                 |
|             | مؤسسة التنمية الدولية                                      | 10 أكتوبر 1960     | 30 ديسمبر 1960    |
|             | وكالة ضمان الاستثمار متعدد الأطراف                         | 15 ديسمبر 2003     | 7 يونيو 1988      |
|             | الاتحاد البريدي العالمي                                    | ?                  | ?                 |
|             | منظمة الشرطة الجنائية الدولية                              | ?                  | ?                 |
|             | الأمم المتحدة                                              | 24 أكتوبر 1945     | 12 نوفمبر 1956    |
|             | البنك الدولي للإنشاء والتعمير                              | 29 ديسمبر 1945     | 14 أبريل 1958     |
|             | المنظمة الهيدروغرافية الدولية                              | ?                  | ?                 |
|             | العملية المشتركة للاتحاد الأفريقي والأمم المتحدة في دارفور | ?                  | ?                 |

## وصلات خارجية
- موقع وزارة الخارجية الإيرانية
- موقع وزارة الخارجية التونسية